# Сурхарбан

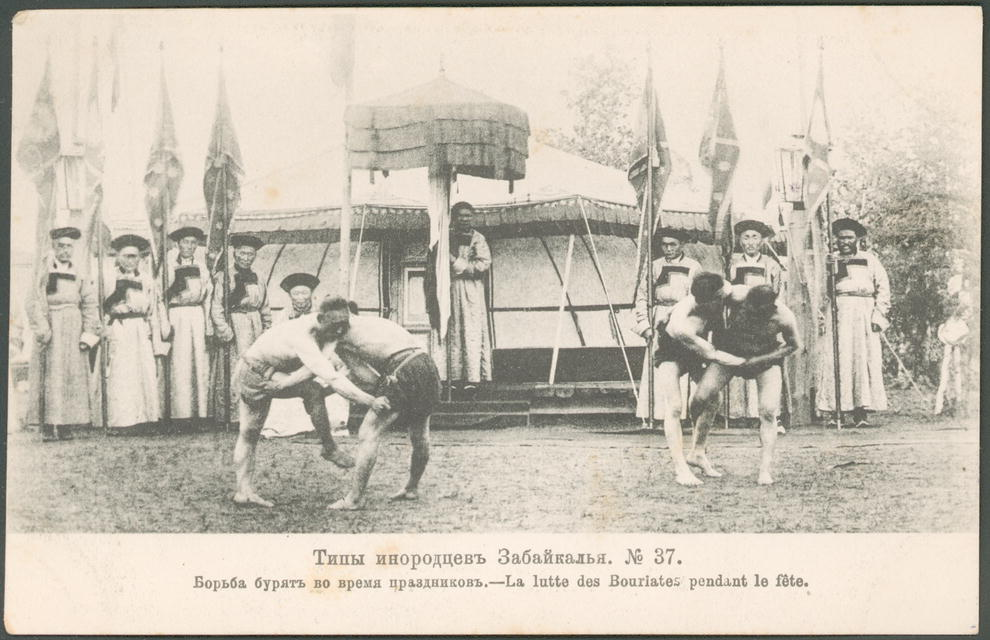
Национальная борьба на празднике. Открытка 1904 года.

Сурхарбан — бурятский спортивный народный праздник. Древнее название — «Эрын гурбан наадан» («Три игры мужей»).
«Сурхарбаан» с бурятского языка переводится как «стрельба в сур» — кожаную мишень. Мишени для стрельбы из лука делали из кожаного ремня — «сур». Потом это название перенесли на другие мишени из кожи, а соревнования по стрельбе в сур — Сур-харбан — стало названием всего праздника.
Изначально возник как общественный суд. В настоящее время проводится ежегодно в первое воскресенье июля — после завершения весенних сельскохозяйственных работ.

## Соревнования
Кроме стрельбы из лука проводятся соревнования по бурятской борьбе и скачки. Во время праздника исполняется национальный танец «ёхор».
Для стрельбища выбирают ровное место и расставляют вплотную друг к другу «суры» — комки шерсти, обшитые кожей. Победителем считается тот, кто выбивает больше мишеней. Стрельба ведётся с дистанции 30 луков и 20 луков. Лук для национальный бурятской стрельбы имеет длину около 160 см.
После стрельбы (или параллельно с ними — на крупных состязаниях) проводятся соревнования баторов (борцов). Правила борьбы у хоринских и агинских бурят различаются. У хоринцев в борьбе проигравшим считается тот, кто дотрагивается рукой или коленом земли — встаёт на любые три точки опоры. У агинцев соперника надо повергнуть на лопатки. Агинцы борются на кушаках, за которые держатся во время схватки. В обоих школах борьбы нападающему борцу нужно и самому удержаться на ногах. Весовых категорий не существует. Победитель исполняет «танец орла», в награду получая живого барана, которого уносит на руках, хотя в наши дни призы могут доходить до небольшого стада и даже автомобиля. В конце соревнований лучший батор вызывает на состязание всех желающих — то есть, будучи усталым, показать, что он может провести дополнительную схватку, подтвердив свое звание.
Скачки проводятся на дистанции 3-4 километра. Лошадей специально готовят к скачкам за несколько недель до праздника, занимаются этим ладильщики (многоопытные знатоки скачек, практически всегда — бывшие участники и победители соревнований). Наездниками (хулэк) бывают подростки, которые находятся при ладильщиках, хотя ограничений по возрасту нет. Хороший наездник погонял коня двумя плетьми, опустив уздечку. На финише лошадей ловят специальные люди. После скачек произносится хвала коню—победителю.

## Галерея

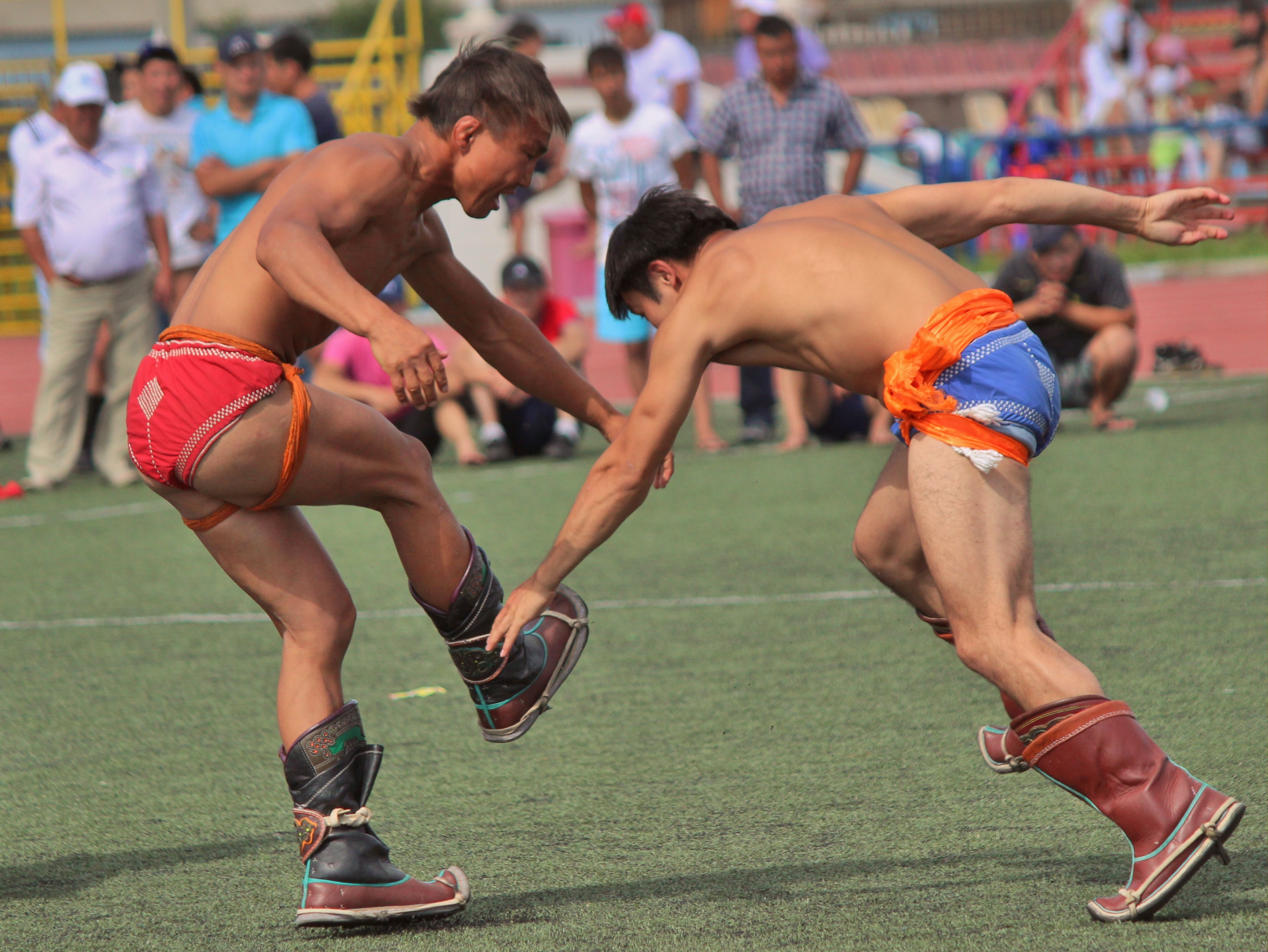
Бурятская борьба
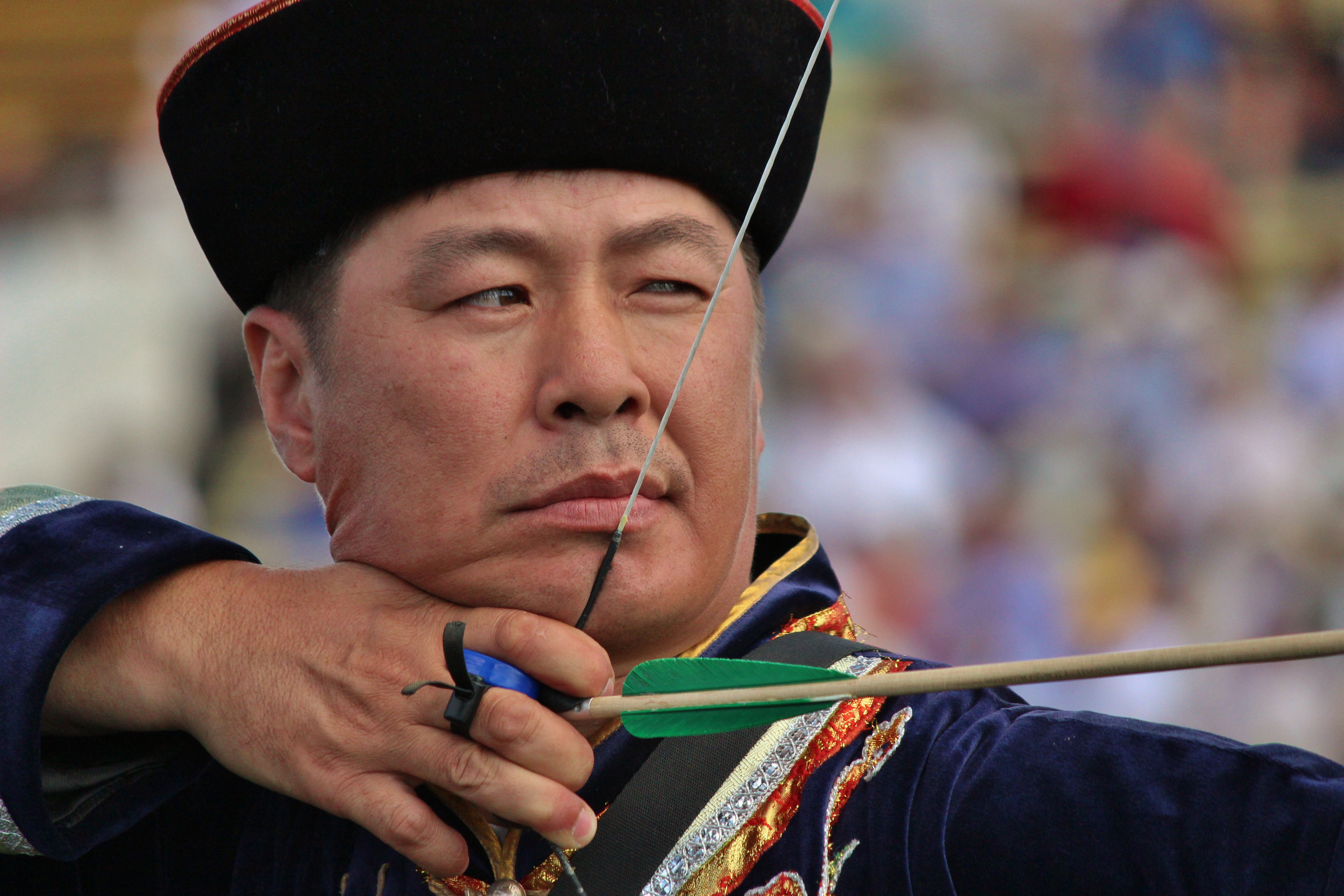
Стрельба из бурятского лука. Бальжинима Цыремпилов
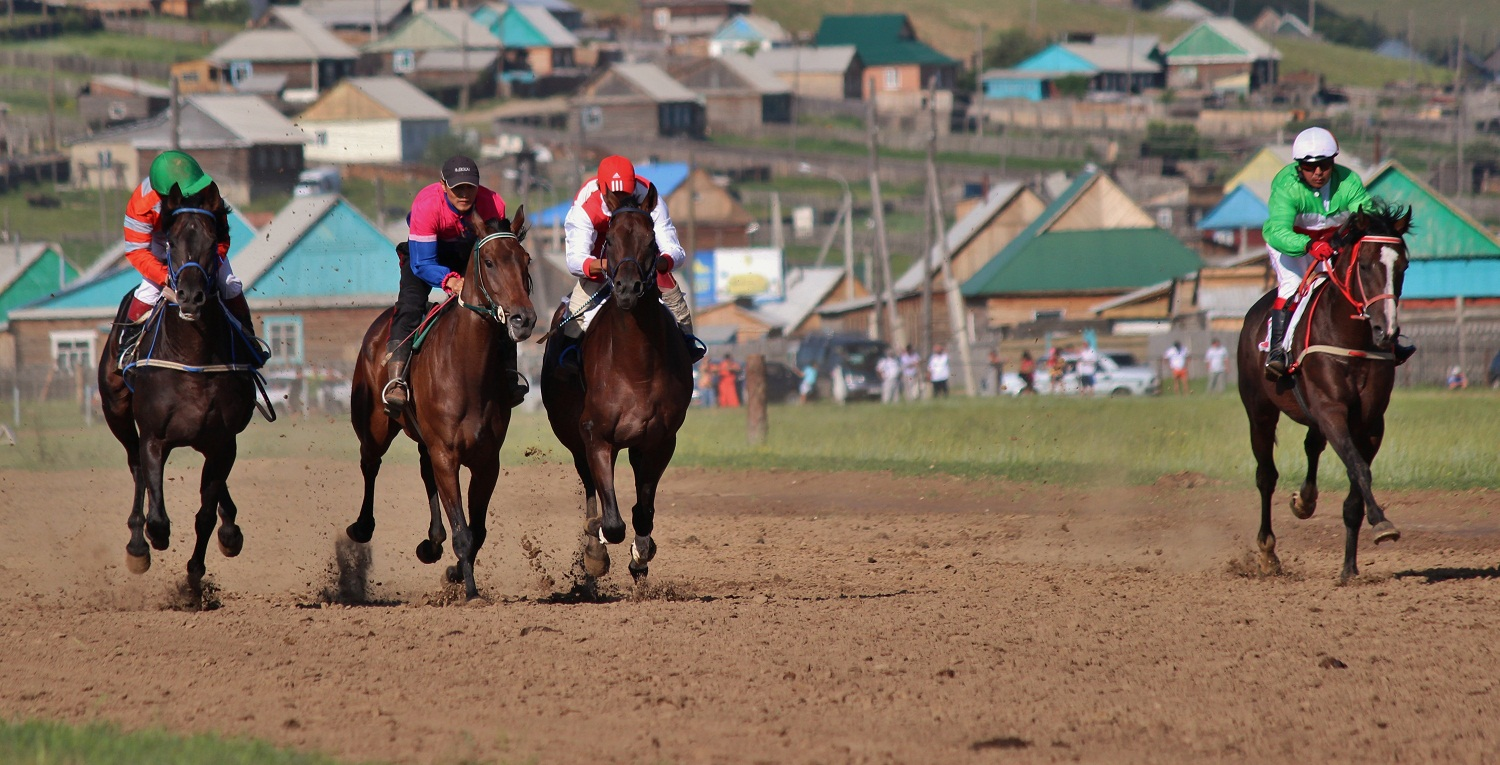
Конные скачки

## В искусстве
- В песне Олега Медведева «Поезд на Сурхарбан» праздник предстаёт как метафорическое завершение не зря прожитой жизни; каждого погибшего степняка доставляет туда мистический поезд, вечно летящий по небу[2].